# (6468) Welzenbach
(6468) Welzenbach (1981 ED19) – planetoida z grupy pasa głównego asteroid okrążająca Słońce w ciągu 4,38 lat w średniej odległości 2,67 j.a. Odkryta 2 marca 1981 roku.